# Gränsen mellan Finland och Norge

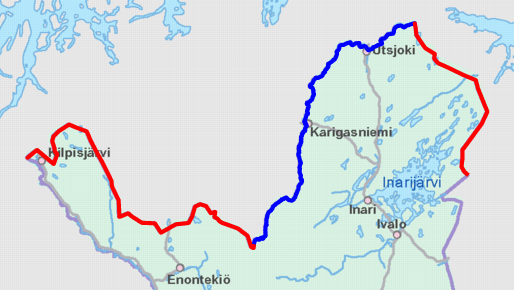
Landgräns i röd färg, flodgräns i blå.

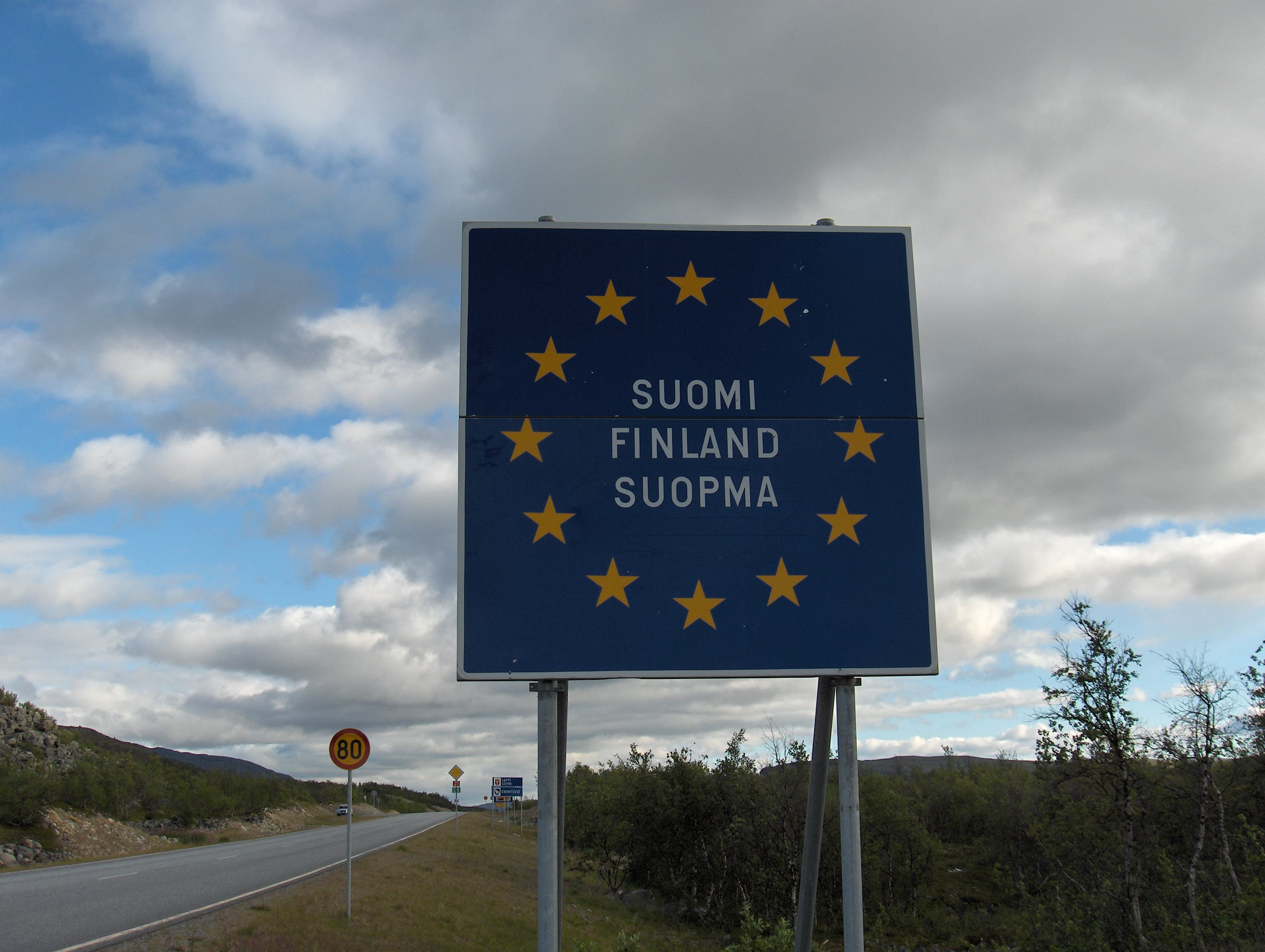
Gränsen mot Finland vid Kilpisjärvi, namn även på samiska.

Gränsen mellan Finland och Norge är 736 kilometer lång., och går både till lands och längs vattendrag. Västligaste punkt är Treriksröset, och östligaste Muotkavaara. Gränsen är öppen, och båda länderna har undertecknat Schengenavtalet. Nästan hälften av gränsen löper längs med älvarna Enare älv och Tana älv. Vid gränsen finns Finlands och EU:s nordligaste punkt, i Tana älv några kilometer ostnordost om Nuorgam.

## Historia
Gränsen definierades exakt efter undertecknandet av Strömstadstraktaten 1751, då gränsrösen byggdes år 1752-1765 längs gränsen fram till nuvarande Nesseby kommun. Då hörde Finland till Sverige och Norge till Danmark, så detta var formellt den dansk-svenska gränsen. År 1826 definierades gränsen mellan Nesseby och havet i en överenskommelse mellan Sverige och Ryssland (som då skötte Norges respektive Finlands utrikes affärer). År 1852 stängdes gränsen för fri passage, vilket orsakade problem för samerna som brukat låta renarna beta vid kusten på sommaren och i skogarna på vintern. Mellan 1920 och 1944 hörde Petsamoområdet till Finland, så att gränsen mellan Finland och Norge (båda vid denna tid självständiga) gick ända till Barents hav. Nordiska passunionen infördes på 1950-talet och avskaffade passkontrollerna för nordiska medborgare.

## Gränspassager
Det finns sex gränspassager mellan Finland och Norge.
| Bild | Finskt vägnamn               | Norskt vägnamn | Typ av passage | Kännetecken                         | Tullhus         | Position                                        |
| ---- | ---------------------------- | -------------- | -------------- | ----------------------------------- | --------------- | ----------------------------------------------- |
|      | Stamväg 92 (Näätämö/Neiden)  | Riksvei 92     | Väg            | Nationell hastighetsskylt i Finland | På norska sidan | 69°40′36″N 29°08′46″Ö / 69.676569°N 29.146112°Ö |
|      | Regionalväg 970 (Nuorgam)    | Fylkesvei 895  | Väg            | Nationell hastighetsskylt i Finland | På norska sidan | 70°05′19″N 27°57′40″Ö / 70.088490°N 27.961029°Ö |
|      | E75/Riksväg 4 (Utsjoki)      | E75            | Väg            | Bro                                 | På finska sidan | 69°54′39″N 27°01′54″Ö / 69.910812°N 27.031580°Ö |
|      | Stamväg 92 (Karigasniemi)    | Riksvei 92     | Väg            | Bro, Nationsskylt                   | På finska sidan | 69°23′54″N 25°50′37″Ö / 69.398351°N 25.843556°Ö |
|      | E45/Stamväg 93 (Kivilompolo) | E45            | Väg            |                                     | På finska sidan | 68°39′54″N 23°19′15″Ö / 68.665002°N 23.320792°Ö |
|      | E8/Riksväg 21 (Kilpisjärvi)  | E8             | Väg            | Nationell hastighetsskylt i Finland | På norska sidan | 69°06′42″N 20°44′58″Ö / 69.111776°N 20.749542°Ö |

Alla gränsövergångar har aktiva tullstationer, antingen på norska eller finska sidan.

### Fotnoter
1. ↑  ”Speech by President of the Republic of Finland Sauli Niinistö at the Norwegian Institute of International Affairs, 11th October 2012” (på engelska). Finlands president. 11 oktober 2012. Arkiverad från originalet den 23 augusti 2017. https://web.archive.org/web/20170823161954/http://presidentti.fi/public/default.aspx?contentid=259704&culture=en-US. Läst 29 maj 2013.
2. ↑  ”Gränsövergång - Gränsbevakningsväsendet”. Arkiverad från originalet den 20 mars 2016. https://web.archive.org/web/20160320033747/http://www.raja.fi/anvisningar/gransovergang. Läst 16 september 2015.
3. 1 2 3 4  Google Maps för respektive koordinat
4. 1 2  Google Street View för respektive koordinat